# Tolnaftát
A tolnaftát (INN: tolnaftate) egy szintetikus  OTC antifungális gyógyszer.
Krém, por és szpré gyógyszerformákban kapható. Külsőleg használható  gombás  bőrfertőzések kezelésére.

## Készítmények
- Chinofungin spray (sanofi-aventis)
- Digifungin hintőpor (Wagner-Pharma)
- Digifungin 1% kenőcs (Wagner-Pharma)

## Külső hivatkozások
- Medline